# Pirjo Mäkelä
Pirjo Helena Mäkelä, född Hautala 16 december 1930 i Lahtis, död 22 november 2011, var en finländsk läkare. Hon var gift med Olli Mäkelä.
Mäkelä blev 1961 medicine och kirurgie doktor, var 1965–96 forskarprofessor vid Folkhälsoinstitutet och chef för dess avdelningar för bakteriologi och infektionssjukdomar. Hon utvecklade vaccin mot meningokocker och pneumokocker. Hon deltog även i flera u-landsprojekt och internationellt fredarbete samt i föreningen Läkare för socialt ansvar. Hon tilldelades Robert Koch-priset 1969, Matti Äyräpää-priset 1980, Finska kulturfondens pris 1987 och A.I. Virtanen-priset 1991 samt blev 2003 den första kvinnan som tilldelades titeln akademiker.